# Chelonus lunaris
Chelonus lunaris är en stekelart som först beskrevs av Vladimir Ivanovich Tobias 1992.  Chelonus lunaris ingår i släktet Chelonus och familjen bracksteklar. Inga underarter finns listade i Catalogue of Life.